# Dealu Viei
Dealu Viei – wieś w Rumunii, w okręgu Gorj, w gminie Roșia de Amaradia. W 2011 roku liczyła 57 mieszkańców.